# Холл, Эдвард (учёный)
Э́двард Тви́тчелл Хо́лл-младший (Edward Twitchell Hall Jr.; 16 мая 1914, США, штат Миссури — 20 июля 2009, Санта-Фе) — американский антрополог и кросс-культурный исследователь, создатель науки проксемики, разработчик концепции групповой сплочённости, описания того, как ведут себя люди в разных видах культур в определенном круге личного пространстве; «великий дедушка» нейролингвистического программирования. По-видимому, оказал влияние на Маршалла Маклюэна и Бакминстера Фуллера.

## Биография
В 1950-х годах Э. Холл впервые ввел понятие межкультурной коммуникации в рамках разработанной им для Госдепартамента США программы адаптации американских дипломатов и бизнесменов в других странах. В 1954 году вышла книга Э. Холла и Д. Трагера «Culture as communication», в которой впервые термин межкультурная коммуникация был предложен для широкого употребления.
Получил степень доктора наук в Колумбийском университете (1942). Работал в различных университетах США.
В книге «Беззвучный язык» (англ. „The silent language“; 1959) на основе своего опыта (работы во время войны в батальоне афроамериканцев, а затем в обучении дипломатов) описал невербальные языки различных культур.

## Теория высоко- и низкоконтекстуальных культур Э. Холла
В книге «За пределами культуры» (Beyond culture, 1976) Э. Т. Холл говорит о параметрах межкультурной коммуникации — измерениях культуры, которые связывают социальные сообщества и нации, а также определяют специфичность культуры. Холл выделяет контекст в качестве одной из основополагающих характеристик культурных социумов.
Э. Холл провел ряд исследований, сравнив особенности различных культурных групп и выделив их культурно-коммуникационные характеристики. Он пришел к выводу о том, что системы коммуникаций управляются невысказанными, скрытыми правилами, необходимыми для адекватного понимания происходящего и успешного межличностного общения. Он сфокусировал своё внимание на образцах коммуникации и разработал общую типологию по отношению к их контексту как смыслоопределяющей информации, свойственной тому или иному культурно значимому событию, необходимой для правильного «чтения» описывающих его сообщений.
Согласно Холлу, трудности в осуществлении межкультурной коммуникации возникают не из-за языкового кода или набора символов, а контекста, содержащего несколько значений. Без контекста код является неполным, несовершенным, так как он представляет собой лишь часть передаваемого сообщения.
Для осознания всей важности правильного «чтения контекста» Э. Холл приводит пример:

«В 50-е годы Соединенные Штаты Америки потратили миллионы долларов на разработку автоматического машинного перевода русского и других языков, чтобы распознать особенности иностранной речи. После нескольких лет неудачных попыток даже с участием самых талантливых лингвистов страны, в конце концов, был сделан вывод о том, что самым надежным переводчиком, способным передать наиболее точно и быстро сообщение, является человек, не только хорошо знающий язык, но и полностью владеющий предметом разговора». 
Согласно Холлу, контекст и количество информации (степень информированности) являются одним из параметров, по которым можно сравнить культурные социумы и определить характер и результаты процесса коммуникации.
Таким образом, культуры различаются пониманием контекста, степенью контекстуальной зависимости, использованием скрытой информации, которую заключает в себе каждое передаваемое сообщение. Сложность культуры определяется объемом контекстуальной информации, необходимой для оценки социальной ситуации. Говоря о контексте, Холл рассматривает ряд возбудителей, присутствующих в коммуникационном событии — различные внешние факторы, которые способны повлиять на процесс коммуникации (тон речи, жесты, физическое расстояние между участниками беседы; время дня; погода; общественные нормы; географическое положение коммуникации и т. д.).
Э. Холл разделил все культуры на высококонтекстуальные и низкоконтекстуальные. В зависимости от того, какое значение придает каждая культура контексту коммуникативного акта, можно определить её принадлежность к этим двум аспектам.

### Высококонтекстуальные культуры
Люди, которые пользуются плотной информационной сетью, относятся к культуре с высоким контекстом. Благодаря накопленному опыту и традициям межличностные отношения в таких культурах отличаются однородностью, стабильностью, длительностью, прочностью и наличием множества скрытых правил и требований. Согласно Э. Холлу, в странах с высоким контекстом культуры для повседневного общения их представителей не требуется подробной информации и разъяснений о событии, поскольку они уже имеют представление о происходящем — многое для них предсказуемо. При общении о большей части информации человек уже имеет представление, и лишь незначительная её часть выражена в словах, то есть закодированном, выраженном внешне способе коммуникации.
Холл относит Китай к странам с высококонтекстуальной культурой: 

 «Письменная речь этой страны с многовековой историей, практически не претерпела изменений за последние три тысячелетия. Эта письменность является объединяющей силой, связывающей полмиллиарда китайцев, корейцев, японцев и даже вьетнамцев, которые говорят по-китайски. Как только заглядываешь в китайский словарь, появляется необходимость в знании контекста. Для того чтобы найти нужное слово, читатель должен быть знаком с историей Китая, знать происхождение 214 иероглифических ключей (радикалов)»
В высококонтекстуальных культурах индивидам присущи тесные связи и коллективизм — один из параметров классификации культуры по Г. Хофстеде (См. раздел Теория культурных измерений Хофстеде, Герт ниже). «Японцы, арабы, жители Средиземноморья, где развита обширная информационная сеть среди семей, друзей, коллег и клиентов, которые вовлечены в близкие личные отношения, высококонтекстуализированы. В результате для большинства нормальных взаимодействий в обычной жизни они не требуют и тем более не ожидают всесторонней фоновой информации. Это происходит потому, что они постоянно поддерживают свою информированность обо всем, что касается людей, которые важны для них».
В высококонтекстуальных культурах многое сказано и определено неязыковым контекстом: поведением, реакцией, внешним видом, иерархией, статусом.
Представители высококонтекстуальных культур более сдержаны в эмоциях — для них нетипично открытое выражение недовольства или ненависти. «Даже в самых сложных ситуациях китайцы и японцы делают вид, что ничего не случилось. Подобное поведение объясняется сплоченной и стабильной культурной системой».
К высококонтекстуальным культурам Э. Холл относит следующие страны (% криминализации к середине 2018 года):
1. Япония 12.69
2. Португалия 33.79
3. Венгрия 35.89
4. Испания 36.77
5. Южная Корея 36.91
6. Непал 36.91
7. Греция 38.83
8. Филиппины 40.42
9. Турция 40.66
10. Индия 43.15
11. Россия 43.63
12. Ирландия 43.95
13. Италия 45.18
14. Индонезия 45.63
15. Франция 45.96
16. Пакистан 47.91
17. Таиланд 48.41
18. Китай 48.67
19. Вьетнам 50.46
20. Африканские страны 55.55
21. Латинская Америка 59.44
22. Бразилия 70.28

Отличительные черты высококонтекстуальных культур:
- невыраженная, скрытая манера речи;
- важно не то, что сказано, а то, каким образом это сказано;
- наличие в речи многочисленных и многозначительных пауз;
- использование невербальных сигналов и символов;
- большое значение уделяется зрительному контакту;
- детали, подробности, избыточная информация излишни — участникам беседы все и так ясно;
- уклонение от конфликта и выяснения отношений/проблем;
- отсутствие открытого выражения недовольства при любых условиях и результатах общения.

### Низкоконтекстуальные культуры
Культуры, где преобладает более свободная сеть связей в социальном окружении и меньший объем информации, Холл называет низкоконтекстуальными. Общение между индивидуумами представляет собой передачу информации в виде знакового или звукобуквенного кода. Большое значение придается словам, а не контексту разговора — люди часто выражают своё мнение и желания словесно, не предполагая, что это будет понято из ситуации общения. Именно речь (письменная и устная), а также детали разговора позволяют реципиенту правильно принять и проанализировать сообщение. Вступая в общение, людям необходима подробная информация обо всем происходящем. Представителям культур с низким контекстом свойственно говорить прямо, открыто, по существу, называя вещи своими именами, высказываться на обсуждаемую тему, не оставлять свои мысли при себе.
В низкоконтекстуальных культурах межличностные отношения менее плотные и носят временный и поверхностный характер. Люди легко вступают в дружеские отношения и легко прерывают их. Низкоконтекстуальные культуры отличаются индивидуализмом, их представители меньше ценят личные взаимоотношения, а больше письменные договоренности.
К низкоконтекстуальным культурам Э. Холл относит следующие страны (% криминализации к середине 2018 года):
1. Швейцария 22.08
2. Финляндия 22.64
3. Нидерланды 28.22
4. Скандинавия 33.66
5. Германия 36.16
6. Израиль 37.29
7. Канада 39.18
8. Новая Зеландия 39.88
9. Англия 41.60
10. Австралия 42.19
11. США 47.01

В книге Understanding Cultural Differences: Germans, French and Americans(1990) Э. Холл пишет:

«Низкоконтекстуализированные люди, включая американцев, немцев, швейцарцев, скандинавов и других северных европейцев, делят свои личные отношения, работу и многие аспекты ежедневной жизни на различные отсеки. Поэтому каждый раз, когда они общаются с другими, им нужна детальная фоновая информация. Французы находятся гораздо выше на шкале контекста, чем немцы или американцы. Эта разница может оказывать существенное влияние на любую ситуацию и отношения, в которые вступят представители этих двух противоположных традиций».
К основным признакам культур с низким контекстом относят:
- изложение сути дела простым языком;
- прямая и выразительная манера речи;
- формализованный объём информации;
- маленькая доля невербальных форм общения;
- четкая и ясная оценка всех обсуждаемых тем и вопросов;
- вербальный, рациональный и эксплицитный коммуникационный процесс;
- отсутствие недосказанности;
- недосказанность рассматривается как недостаточная компетентность или слабая информированность собеседника;
- открытое выражение недовольства.

## Теории культур: альтернативные подходы к классификации
Процесс становления, развития и активного изучения межкультурной коммуникации приходится на 60-70-е годы. Теория культур Э. Холла дала импульс к изучению межкультурных отношений и исследованию особенностей кросс-культурной коммуникации. Его анализ межкультурной проблематики породил немало обсуждений, дискуссий и споров. Одними из основных теорий межкультурной коммуникации, предлагающих способ идентификации культур и определения культурных характеристик, принято считать концепции Г. Хофстеде и Э. Хирша.

### Теория культурных измерений Г. Хофстеде
Голландский социопсихолог и антрополог Герт Хофстеде предложил свою систему организации и классификации культур. Основываясь на результатах опросов о мировых культурных ценностях, участниками которых стали более 100 тыс. сотрудников компании IBM в 50 странах и 3 регионах, Хофстеде выделил основные параметры для определения национального характера культуры. Он рассмотрел пять измерений культуры, охватывающих социальные сообщества и страны: отношение к власти, коллективизм/индивидуализм, избегание неопределенности, «мужской»/«женский» тип и стратегическое мышление.
Индивидуализм — коллективизм. Индивидуализм представляет собой общество со свободной нежесткой социальной структурой, в котором человек принимает решения и действует в соответствии со своими личными целями, предпочитая их целям общественным, а также сам заботится о себе и своей семье. Преданность индивида группе достаточно низка. Также характерна высокая мобильность: человек входит в несколько групп, легко переходя из одной в другую по мере своих надобностей. В этих культурах предпочтение отдается соревнованию и конкуренции, а не взаимопомощи, кооперации и сотрудничеству. В таких социумах большое значение уделяется индивидуальным инициативам и успеху, самостоятельному принятию решений. К индивидуалистским культурам можно отнести: Германию, США, Австралию, Великобританию, Канаду, Нидерланды, Новую Зеландию и др.
Позднее Г. К. Триандис, профессор социальной психологии в Иллинойском университете, в своей книге «Культура и социальное поведение», основываясь на анализе Хофстеде, изложил специфику кросс-культурных коммуникаций и рассмотрел аспект индивидуализма и коллективизма. Проанализировав совместно с психологами и культурантропологами результаты исследований о поведении коллективиста и индивидуалиста в различных ситуациях, Г. Триандис пришел к выводу о том, что в индивидуалистических культурах «Я» определяется как независимая, способная выжить вне группы единица, а индивиды — как базовые единицы социального восприятия. Индивидуалисты являются членами многих групп, но — за исключением нуклеарной семьи — слабо с ними идентифицируются и мало от них зависят. Эмоционально индивидуалисты обособлены от окружающих и имеют склонность к уединению.
Коллективизм, напротив, характеризуется жесткой и строгой социальной структурой, четким разделением на социальные группы. Основной характеристикой коллективизма является приоритет интересов группы над личными интересами: забота о влиянии своих решений и действий на значимое для него сообщество. Такие социумы отличаются высокой преданностью, взаимозависимостью, гармонией в группе, тесными отношениями, готовностью сотрудничать, следованием традициям, чувством долга, коллективным принятием решений и эмоциональной зависимостью от группы. К коллективистским культурам можно отнести большинство латиноамериканских и ближневосточных стран. Г. Триандис определил, что около 70 % населения всего мира живет в коллективистских культурах. Он также выделил два типа коллективизма: вертикальный, при котором большое значение уделяется иерархии членов группы, и горизонтальный — где преобладает единство и взаимозависимость членов группы.
Дистанция власти — степень допущения обществом неравномерного распределения власти. В культурах с высокой дистанцией власти (Юго-Восточная Азия, арабские страны, Латинская Америка, Россия) члены воспринимают власть как важную часть жизни, готовы к неравномерному распределению полномочий и преклонению перед начальством. Страны с низкой дистанцией власти (Дания, Австрия, США, Германия) считают, что неравенство в обществе должно быть сведено к минимуму, важно строить отношения на основе равенства, уважения к личности, а иерархия — это лишь условное закрепление неравенства людей в обществе. На шкале дистанции власти Германия, Великобритания, Австрия, Финляндия, Дания, Норвегия расположены низко, Франция, Бельгия и многие латиноамериканские и ближневосточные страны — высоко.
Избегание (боязнь) неопределенности — степень реагирования и восприятия угрозы, испытываемой обществом в незнакомых, двусмысленных ситуациях. В культурах с высокой степенью боязни неопределенности представители стремятся избежать непонятных ситуаций, устанавливая правила поведения и доверяя традициям и устоям. Высокая степень избегания неопределенности отмечена в Португалии, Греции, Германии, Перу, Бельгии, Японии.
Представители культур с низким уровнем боязни неопределенности легче воспринимают непредсказуемость жизни, надеются на самих себя, терпимо относятся ко всему новому, высоко ценят инициативу, гибкость в принятии решений, готовность идти на риск. К таким культурам можно отнести население Швеции, Дании, Норвегии, США, Ирландии, Финляндии, Нидерландов.
Мужское /Женское начало (Напористость) — определение степени, в которой культура демонстрирует традиционно мужские или женские ценности и качества. Например, для стран «мужского типа» характерна нацеленность на достижение результата любой ценой, амбиции, стремление к власти, материализм, дух соперничества, твердость, уверенность в себе, напористость. (Япония, Италия, Австрия, Мексика, Филиппины). Также в культурах с более выраженным «мужским» типом обычно отмечают более четкие различия между полами. «Женский тип» означает менее существенные различия между полами и более высокую ценность взаимоотношений, почитание культурных ценностей, традиций, человеческих отношений, забота о качестве жизни. (Дания, Норвегия, Швеция).
Стратегическое мышление (краткосрочная или долгосрочная ориентация на будущее) — склонность культур смотреть в будущее, ставить и достигать стратегические и долгосрочные цели. Культуры с большим значением этого параметра (Юго-Восточная Азия) имеют такие характеристики, как расчётливость, упорство в достижении целей, стойкость, нацеленность на результат, а культуры с малым значением (Европа) — приверженность традиционным методам, выполнение социальных обязательств.

### Теория культурной грамотности Э. Хирша
Американский культуролог Э. Хирш разработал теорию культурной грамотности (Лингвокультурная грамотность), которая предполагает наличие знаний и различных культурных символов, формирующих культурный минимум осведомленности о соответствующей культуре, а также необходимых для успешного протекания коммуникации с партнером. Такой уровень культурной грамотности предусматривает понимание фоновых знаний, ценностных установок, психологической и социальной идентичности, характерных для данной культуры. Он позволяет участникам межкультурной коммуникации понять языковые значения, особенности общения, смысл текстов и специфику дискурса определенного лингвокультурного сообщества. Хирш отмечает, что благодаря культурной грамотности возможно восприятие и понимание эксплицитной и имплицитной информации, контекста и смысла кросс-культурного общения.
Для эффективного межкультурного взаимодействия необходима пропорциональная зависимость между уровнями языковой, коммуникативной и культурной компетенции. Хирш выделяет 4 уровня межкультурной компетенции:
- уровень, необходимый для выживания;
- уровень, достаточный для интеграции в чужую культуру;
- уровень, обеспечивающий благоприятное существование в новой культуре — её «присвоение»;
- уровень, позволяющий в полной мере реализовать идентичность языковой личности

В своей книге «Культурная грамотность: что должен знать каждый американец» (The New Dictionary of Cultural Literacy : What Every American Needs to Know) Э. Д. Хирш определяет культурную грамотность как «способность понять главную информацию, необходимую для того, чтобы стать истинным гражданином или даже преуспеть в экономике» [6, с. 82-83].
Э. Хирш опубликовал словарь культурной грамотности, который, по его мнению, позволяет проникнуть в культуру носителей языка, в их фоновые знания. Для составления словаря Хирш провел ряд исследований, добавив наиболее часто встречающиеся слова и конструкции в национальных (американских) периодических изданиях. Согласно Хиршу, истинная грамотность зависит от знания особой информации, универсально разделяемой всеми членами данного сообщества. В отличие от специальных знаний, культурная грамотность означает знания, понимаемые всеми. В словарь Э. Хирш внес более 5000 слов, бытующих в современном американском обществе, в том числе: понятия, составляющие довольно общую картину мира (Olympic Games, Champs Elysees, Red Square, Milky Way, Ceylon, Loch Ness Monster), идиомы, названия национальностей (Americans, Europeans, the English), научные названия видов растений и животных (Jack-in-the-pulpit, num-num, billygoat, Tоm-cat), титулы и звания людей (Queen, Prince, Lady), названия художественных произведений, изданий («The Catcher in the Rye», «TheFancy-BallNight», the «US News andWorld Report»), устаревшие, встречающиеся только в американской классической литературе слова (Babbitt — American snob, «Death of a salesman» — play), а также словарные единицы, вошедшие в общее употребление совсем недавно из информационной среды (Steven Jobs (Apple), V-chip (against TV violence)) и т. д. Э.Хирш отмечает, что культурная грамотность требует постоянного пополнения текущей культурной информации, в постоянно меняющемся мире только так возможно понимание особенностей соответствующего лингвокультурного сообщества.

## Книги Э. Холла
- The Silent Language. New York: Doubleday, 1959
- The Hidden Dimension. New York: Doubleday,1966
- Beyond Culture. New York: Doubleday, 1976
- The Dance of Life, The Other Dimension of Time. New York: Doubleday, 1983
- Hidden Differences: Studies in International Communication. Hamburg: Grunder & Jahr, 1983, 1984, 1985
- Hidden Differences: Doing Business with the Japanese. Garden City, NY, Anchor Press/ Doubleday, 1987
- Understanding Cultural Differences, Germans, French and Americans. Yarmouth: Intercultural Press, 1990